# أكاديمية زاد
أكاديمية زاد هي أكاديمية تهدف إلى تقريب العلم الشرعي وتدريسه للمبتدئين بأسلوب ميسر وسهل يفهمه الجميع، وتشرح الأكاديمية سبع مجالات شرعية وهي: العقيدة والتفسير والحديث والفقه والسيرة النبويّة واللغة العربيّة والتربية الإسلاميّة. ويشرف عليها متخصصون في العلم الشرعي وأساتذة في الجامعات وتمتاز أكاديمية زاد بأنها مجانية ولا يوجد فيها رسوم. والمشرف العام هو الشيخ محمد صالح المنجد.

## التعريف بالبرنامج
- التعريف ببرنامج أكاديمية زاد:[4]
- برنامج أكاديمية زاد هو برنامج يهدف إلى تقريب العلم الشرعي للراغبين فيه، يوفّر لمتابعيه منصّة تفاعلية عن طريق شبكة  الإنترنت، وعن طريق قناة زاد العلمية ZAD TV.
- الهدف الأساسي للبرنامج هو توعية المسلم بما لا يسعه جهلُه من دينه، ونشر وترسيخ العلم الشرعي الرصين، القائم على كتاب الله وسنة رسوله، صافياً نقيًّا، بفهم خير  القرون، وبطرح عصري ميسر وبإخراجٍ احترافيٍّ.
- يتمكن المشارك من متابعة الحلقات يوميًا عن طريق قناة زاد التلفزيونية، كما أن الاختبارات التفاعلية مفتوحة ضمن مدة زمنية معينة، مما يعطي مساحةً للمشارك في اختيار الوقت الأنسب لاختباره.
- يَدرسُ المشارك في البرنامج خمسةَ أيامٍ أسبوعيًا، بمعدَّل ثلاثِ حلقات يوميًا، تبثُّ على الهواء مباشرة، لمدة ثلاثة أشهر متواصلة، يُجرى فيها اختبارات تفاعلية أسبوعية، ثم يكون الاختبار التفاعلي النهائي، حسب التفصيل الموجود في الجدول الدراسي بالموقع.
- يتمكن المشارك من تحميل الكتب الدراسية، بأكثر من صيغة من الموقع “مجانًا"، كما أنها متوفرة في المكتبات.

## الرسالة
التفوق في المجالات الشرعية بأحدث الطرق والوسائل المقترنة بالبث على قناة زاد وشبكة الإنترنت والسعي لتقريب العلم الشرعي من خلال صياغة موثوقة مكتوبة بلغة عصريّة بالمعايير اللغويّة والشرعيّة العالية مع مراعاة النظام الإلكتروني والتصميم الاحترافي.

## الأهداف
- إيصال العلم والمحتوى الشرعي إلى أكبر عدد ممكن من الناس.
- توفير الحاجة العلمية للطلبة المبتدئين بمنهج شرعي مؤصل.
- تحبيب العامة بالعلم الشرعي المؤصل وإيصاله لهم بأسلوب سهل وعصري وبطريقة ميسرة في جميع المجالات الشرعيّة.
- شرح وتوضيح منهج السلف الصالح وإيصاله للناس.
- إفادة مسلمي الغرب ببرنامج تعليمي وسطي يقرب إليهم ما يحتاجونه من العلم لإقامة دينهم وتوسيع دائرة الاستفادة لجميع مسلمي العالم.[1]

## شروط التسجيل
- أن لا يقل عمر المتقدم عن 16 سنة.
- ملء جميع البيانات المطلوبة باستمارة تسجيل الطلاب.[5]

## مدة الدراسة
مدة الدراسة في الأكاديمية سنتان، ويتم تقسيمهم إلى أربعة مستويات، وفي تلك المستويات يدرس الطالب خمسة أيام أسبوعيًا، وذلك من خلال ثلاث محاضرات يوميًا، ويتم بث تلك المحاضرات على الهواء مباشرةً لمدة ثلاثة أشهر متواصلة، وفي تلك الفترة يتم عمل اختباران شهريان، بينما يكون الاختبار النهائي من خلال التفاصيل المتاحة في جداول الدراسة بدخل الموقع الإلكتروني الخاص بالأكاديمية.

## الأساتذة والمحاضرون
- أ. د. سليمان العيوني.
- أ. د. عبد الله الدميجي.
- د. خالد الجريسي.
- د. عيسى بن محمد المسلمي.
- د. منصور الغامدي.
- د. عبد الله المسلمي.
- د. عبد العزيز الجهني.
- د. موفق الغامدي.[1]

## فرص العمل بعد التخرج
فرص العمل التي تؤهلك لها أكاديمية زاد هي:
- العمل في مجال البحث والدعوة.
- مجال التدقيق والمراجعة.
- تحضير الخطب والمحاضرات الدينية.
- كتابة المقالات الشرعية عبر الصحف والإنترنت.
- إعداد الأبحاث العلمية.[7]